# Lombardsbrücke

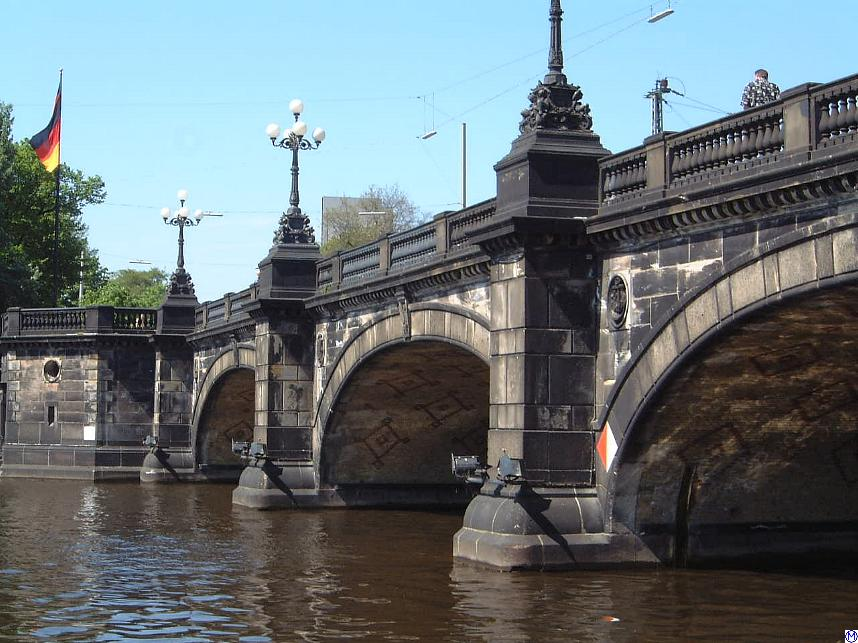
Lombardsbrücke

Die Lombardsbrücke ist eine Straßen- und Eisenbahnbrücke über die Alster in Hamburg.
Sie markiert den alten Verlauf der Stadtbefestigung, die die Außenalster von der Binnenalster trennte. Benannt wurde die Brücke nach dem Lombard genannten Pfandleihhaus, das hier 1651 auf einem Teil der Hamburger Wallanlagen, der „Bastion Didericus“, gestanden hat. Die ursprünglich hölzerne Brücke, zuletzt 1827–1828 durch einen Neubau nach Entwürfen von Wimmel ersetzt, wurde 1865 beim Bau der Verbindungsbahn von Hamburg nach Altona durch eine Steinkonstruktion nach Entwürfen von Johann Hermann Maack ersetzt.
Die 69 Meter lange Brücke überspannt in drei Bögen die Alster zwischen Binnen- und Außenalster. Bereits 1902 wurde eine Verbreiterung von 32 auf 48 Meter notwendig. Vier gusseiserne vierarmige Kandelaber mit fünf Glaskugeln nach einem Entwurf von Carl Börner zieren die Brücke und bilden ein charakteristisches Hamburger Fotomotiv.
Der Eisenbahnverkehr wird parallel zur vierspurig ausgebauten Straße viergleisig geführt und verbindet Hamburg-Dammtor mit dem Hamburger Hauptbahnhof. Zwei Gleise dienen der Hamburger S-Bahn. Zur Entlastung der Brücke wurde 1953 die parallel verlaufende Neue Lombardsbrücke erbaut, die seit 1963 den Namen Kennedybrücke trägt.
Die Lombardsbrücke wurde 2013 von durchschnittlich 67.000 Fahrzeugen pro Werktag genutzt, davon 4 Prozent Schwerverkehr.

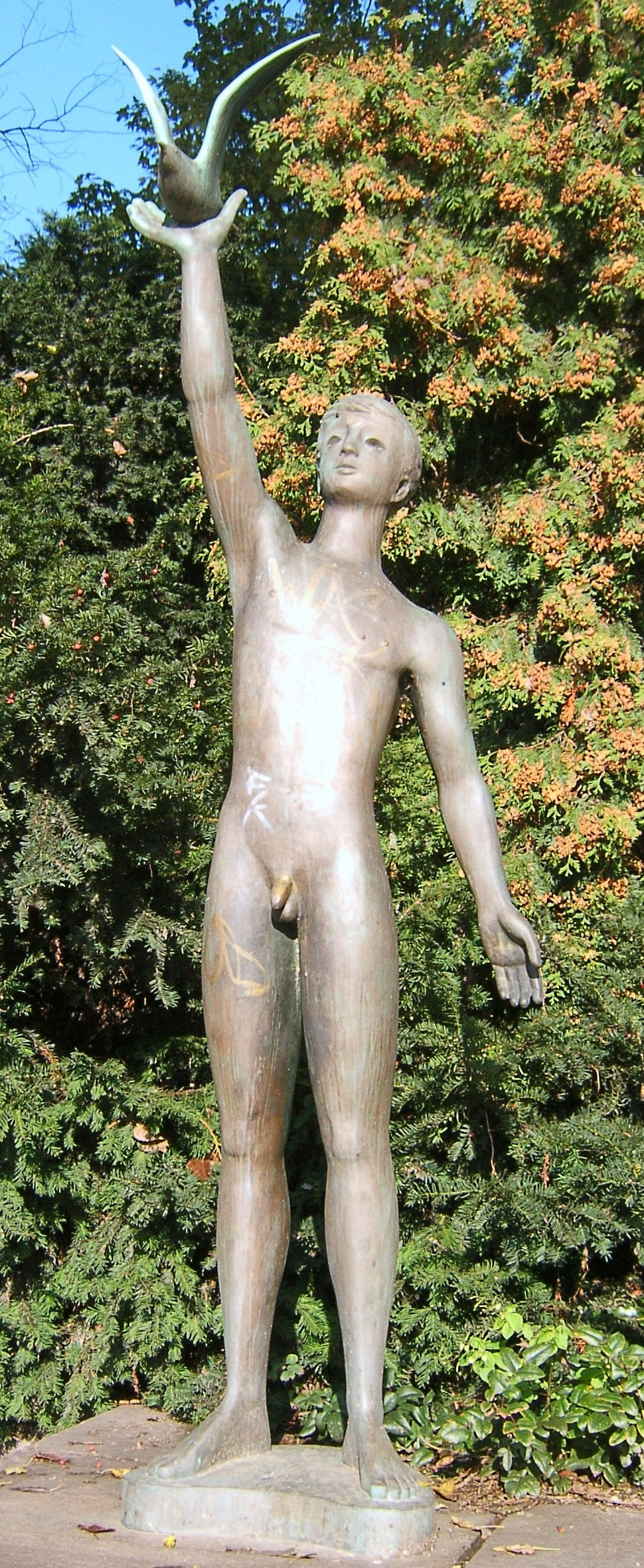
Fritz Fleer: Jüngling mit Möwe (1955) Hamburg. Figur am rechten Ufer zwischen Lombardsbrücke und Kennedybrücke

Die beiden Brücken werden durch einen Fußgängerweg und Fußgängertunnel unterquert. Der Weg führt von der Straße Alsterufer bis zum Neuen Jungfernstieg.

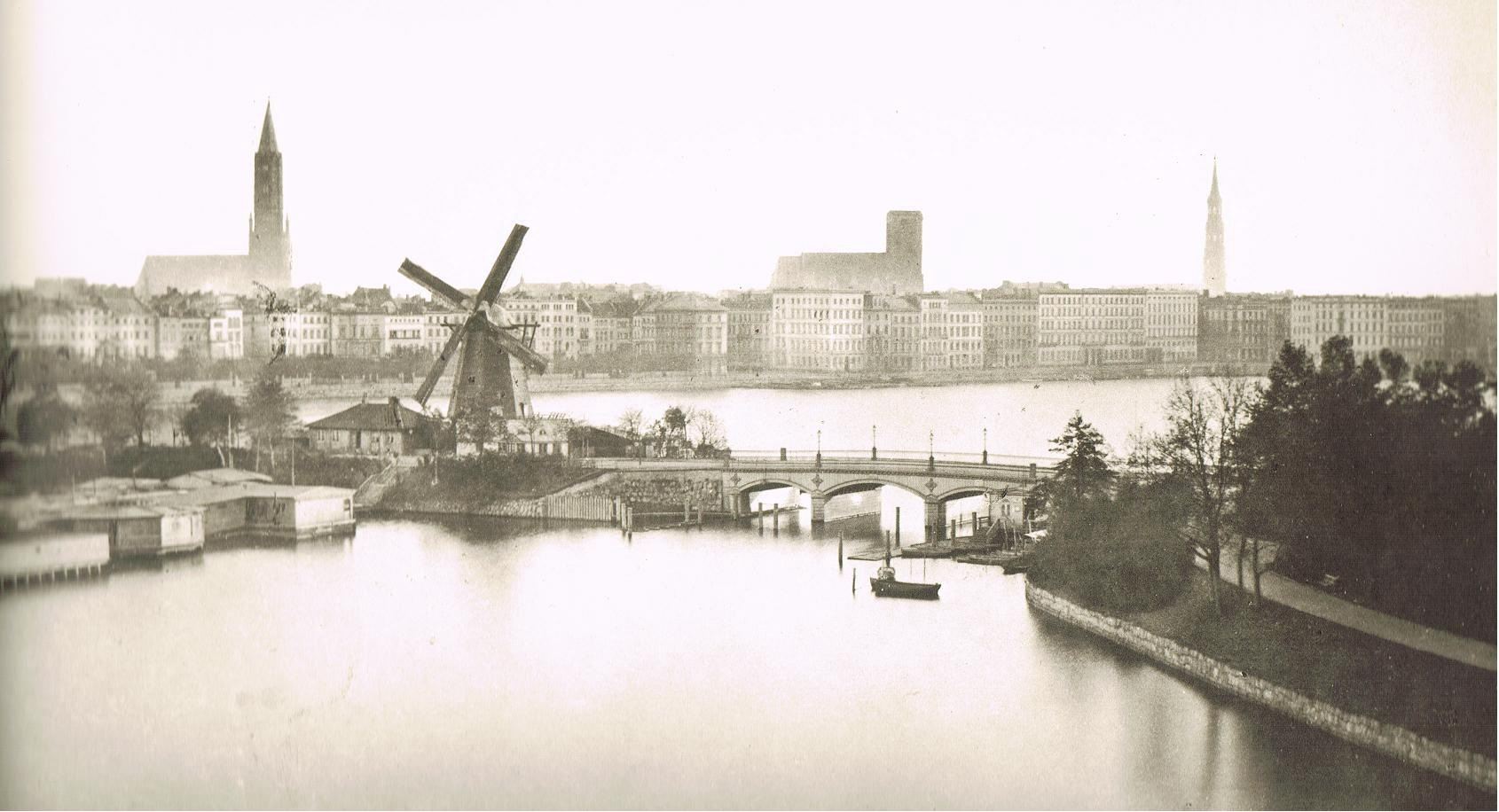
Die alte Lombardsbrücke um 1860
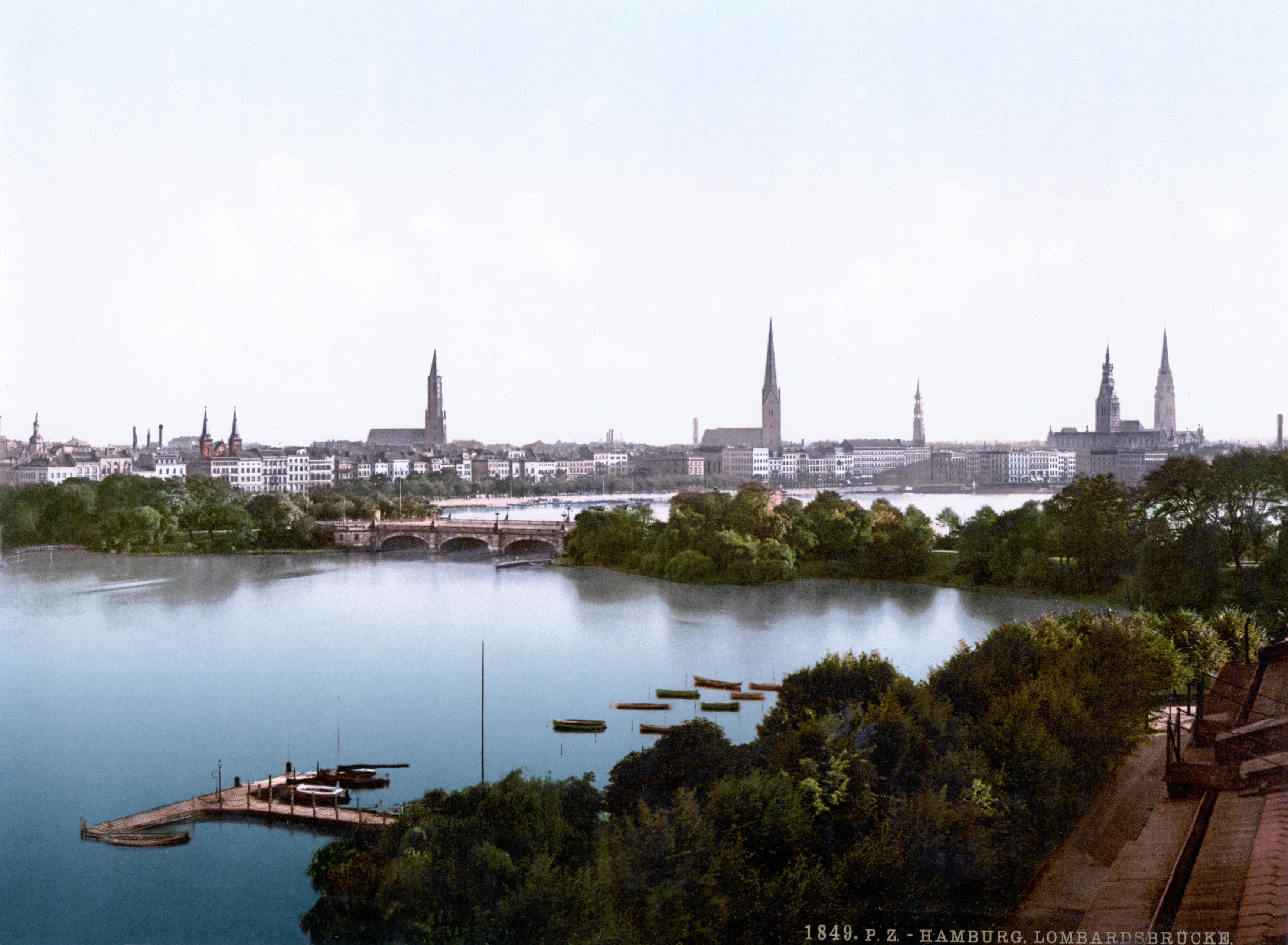
Blick auf die Lombardsbrücke ca. 1890
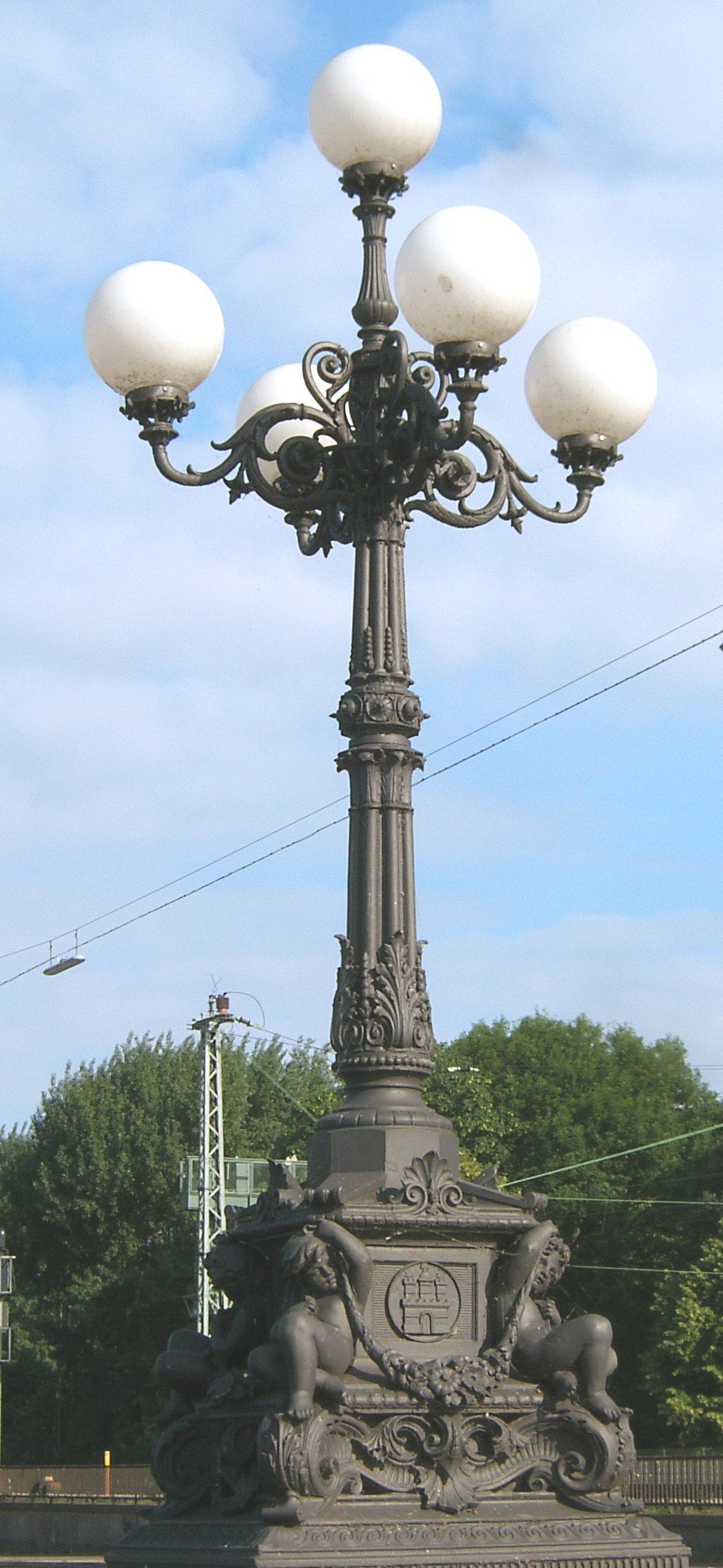
Kandelaber nach Carl Börners Entwurf
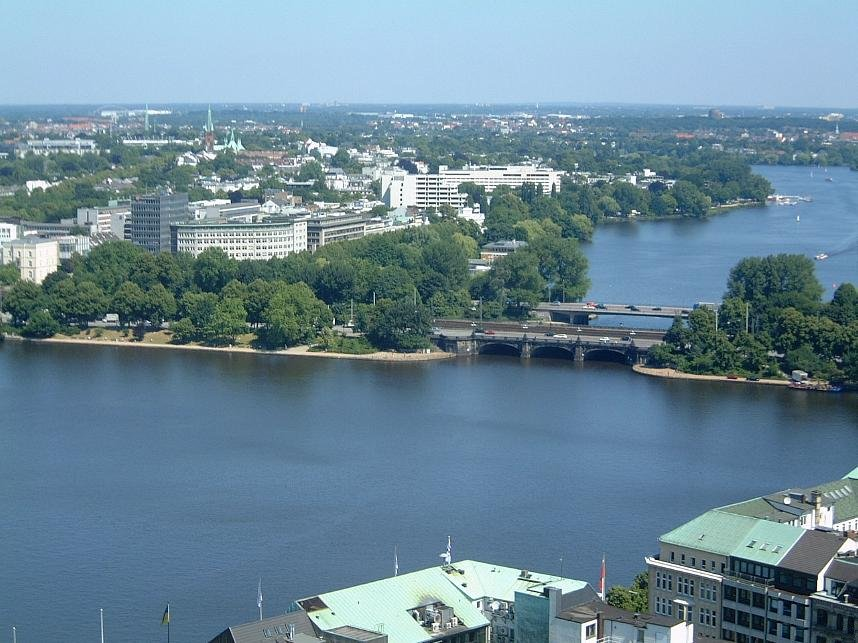
Binnen- und Außenalster (hinten) mit Lombards- und Kennedybrücke 2006

## Nachweise
1. ↑  Karte der durchschnittlichen täglichen Kfz-Verkehrsstärken an Werktagen (Montag–Freitag), Hamburg 2013 (PDF-Datei; 5,3 MB)

Koordinaten: 53° 33′ 25″ N, 9° 59′ 50″ O